# Macchi C.205
Macchi C.205 (poznat i kao MC.205, ("Macchi Castoldi")) Veltro bio je talijanski lovac tijekom Drugog svjetskog rata. Izgrađen je u aviotvrtki Aeronautica Macchi. Uz Reggiane Re.2005 i Fiat G.55, Macchi C.205 bio je jedan od tri talijanska lovca iz "Serie 5" pokretan moćnim Daimler-Benz DB 605 motorom. C.205 je nastao na osnovi C.202 Folgore.
S maksimalnom brzinom od oko 640 km/h, dva 20 mm topa kao i 12,7 mm mitraljezom Breda, C.205 je bio poštovan od strane i savezničkih pilota i Luftwaffea. Radi svoje učinkovitosti u akcijama i uništavanju velikog broja neprijateljskih bombardera smatran je za najbolji talijanski zrakoplov Drugog svjetskog rata; s borbenim osobinama posve usporedivim s najboljim savezničkim lovcem Supermarine Spitfire. Iako je Macchi C.205 Veltro bio u stanju suprotstaviti se najboljim neprijateljskim avionima i u brzini i u okretnost, u sukobe je zbog talijanskih slabijih industrijskih mogućnosti kasno uveden. Do kraja rata izrađen je mali broj ovih aviona.
Nakon Kapitulacije Italije oko 30 talijanskih pilota je s ovim avionima preletjelo na savezničku stranu, te je potom sudjelovalo u osiguranju savezničkih bombarderskih naleta. S obzirom na to da nije bilo moguće doći do rezervnih dijelova koji su se proizvodili u tvornicama na sjeveru Italije, s vremenom su ti piloti dobili avione američke i britanske proizvodnje. Veći broj preostalih zrakoplova letio je u zračnim snagama Talijanske Socijalne Republike, nastavivši djelovati na strani Osovine.
Nekoliko ovih lovaca letjelo je u sastavu Zrakoplovstva NDH.
Manji broj lovaca nastavio je do 1947. godine letjeti u sastavu Talijanskog ratnog zrakoplovstva, a Egipatsko ratno zrakoplovstvo - koje je nakon rata kupilo 62 takva zrakoplova - koristilo ih je do 1950. godine.

## Dizajn i razvoj
C.205 Veltro prvi put je poletio 19. travnja 1942. godine i smatran je kao prelaznica do izlaska konačne inačice 205N Orione. Tijekom ispitivanja Fiat G.55 Centauro i Re.2005 Sagittario pokazali su bolje osobine leta na većim visinama radi svoje veće površine krila. U stvari, Veltro je koristio isti krila kao i raniji Folgore a njegova masa je bila povećana s 2.350 kg na 3.408 kg i opterećenje krila s 142 kg/m2 na 203 kg/m2. Najiskoristiviji je bio na srednjim visinama gdje je postizao brzinu do 642 km/h. C.205 Veltro je bio u proizvodnji sve do dostupnosti G.55 i Re.2005. Prvih 100 aviona Serije I bili su naoružani jednim mitraljezom dok su neki bili opremljeni i s 20 mm MG 151 topom. Serija II nije izrađivana dok je 150 naručenih aviona  Serije III imalo topove ugrađene u krilima kao standard.
Inačica C.205 N1 poletjela je 1. studenog 1942. godine. Naoružana je bila s 20 mm topom iz kojega se pucalo kroz glavčinu propelera i s četiri 12,7 mm Breda-SAFAT mitraljeza. S ovakvom konfiguracijom avion je mogao letjeti na većim visinama (s nešto manjom brzinom od 629 km/h) te je radi svoje bolje aerodinamičke izvedbe bio ispred Macchia C.205V/MG151 (620 km/h).
Drugi prototip, C.205 N2 imao je probni let 19. svibnja 1943. godine. Postignuta je zanemarivo manja brzina u odnosu na C.205 N1 (628 km/h) dok mu je brzina penjanja bila osjetno manja. Naoružan je bio s jednim 20 mm topom kroz glavčinu propelera, dva topa u krilima i dva 12,7 mm mitraljeza ugrađena u trup zrakoplova.
C.205, poznat prvo kao C.202bis u usporedbi sa svojim prethodnikom Folgoreom je imao velike razlike u trupu aviona, repne površine su bile veće, modificirana je bila pilotska kabina i krila. C.205 prvenstveno je bio lovac-presretač uz sposobnost napada na zemaljske ciljeve. Bio je monokrilac jednosjed izrađen od metala. U izduženi nosni dio bio je smješten DB605 motor koji je pokretao trokraki propeler stalne brzine. Glavni spremnik goriva nalazio se između motora i pilotske kabine a hladnjak je bio smješten na središnjem dijelu trupa ispod pilotske kabine. U kratki stražnji dio bila je smještena radio oprema, boca s kisikom i rezervni spremnik goriva od 80 l. Krila su bila izrađena od lake legure aluminija i čelika a dvije ramenjače dijelile su ih u tri dijela ,dajući prostor za dva dodatna spremnika za gorivo i potpuno uvlačivo glavno podvozje. Zakrilca su imala metalnu oplatu dok su druge kontrolne površine bile prekrivene platnom.
Veltros je imao i samo-brtveće spremnike (nakon oštećenja spremnika neprijateljskom vatrom iz njih nije curilo gorivo a gorivo se u spremnicima nije moglo zapaliti), oklopno sjedalo i oklopno vjetrobransko staklo kao standard. Tijesna pilotska kabina imala je ograničeno vidno polje tako da su neki primjerci bili opremljeni i s retrovizorima.

## Proizvodnja
Nakon završetka testiranja C.205 je ušao u serijsku proizvodnju s 250 naručenih aviona. Prvi C.205 izašao je iz tvornice u rujnu 1942. godine. Radi nedostatka motora i strateških materijala proizvodnja je tekla vrlo polako tako da do lipnja 1943. nije završen niti prvi dio serije od 100 lovaca. Proizvodnja je trajala do rujna te godine do kada je proizvedeno 177 aviona od kojih su 146 bili dostavljeni Regia Aeronautici.

## Inačice
Uz ograničenu proizvodnju i uporabu C.205 je izrađivan u samo nekoliko inačica. Nakon prvih 100 primjera 7,7 mm mitraljezi u krilima zamijenjeni su s par MG 151 topova od 20 mm.
- M.C.205 - jedan prototip naoružan s dva mitraljeza od 12,7 mm i dva od 7,7 mm.
- M.C.205V - glavna proizvodna inačica.
- M.C.205S – lovac velikog doleta sa spremnikom goriva od 200 l umjesto mitraljeza u trupu aviona. 18 aviona preinačeno je iz ranije proizvedenih.
- M.C.205N Orione -  avion s novim krilima većeg razmaka (11,25 m i površinom krila 19 m²), te novim produženim trupom (9,65 m) što je avionu dalo općenito vitkiji oblik prema dotadašnjem obliku s "velikim nosom". Trup je s time bio prilagođen za 20 mm MG 151 top.
- M.C.205N-1 – prototip lovaca-presretača s visokim plafonom leta. Naoružan s četiri mitraljeza od 12,7 mm montiranih u trupu i jednim 20 mm topom montiranim u motoru.
- M.C.205N-2 - prototip lovaca-presretača s visokim plafonom leta. Naoružan s tri 20 mm topom i dva mitraljeza od 12,7 mm.
- M.C.206 - slično naoružanje kao i na C.205 N1 s većim krilima i Daimler-Benz DB 603 motorom. Jedini prototip je uništen tijekom savezničkog bombardiranja prije nego što je dovršen.
- M.C.207 – sličan avion kao i C.206 ali uz naoružanje od četiri topa od 20 mm, nijedan izgrađen.

## Tehničke karakteristike
Izvori podataka: The Great Book of Fighters

Osnovne karakteristike
- posada: 1
- dužina: 10,58 m
- raspon krila: 8,85 m
- površina krila: 16,8 m2
- visina: 3,5 m

Letne karakteristike
- najveća brzina: 640 km/h
- dolet: 950 km
- najveća visina leta: 11.500 m
- motor: 1× Fiat RA.1050 R.C.58 Tifone vodom hlađeni V12 motor,